# لياويانغ
لياويانغ (بالصينية: 辽阳市 )‏ هي مدينة على مستوى محافظة، في جمهورية الصين الشعبية، تتبع لياونينغ، تبلغ مساحتها 4,744 كيلومتر مربع، رمزها البريدي هو 111000.

## مدن توأم
المدن التوأم:
- سيرجي.

## التقسيمات الإدارية
- Baita District [الإنجليزية]‏
- Wensheng District [الإنجليزية]‏
- Hongwei District [الإنجليزية]‏
- Gongchangling District [الإنجليزية]‏
- Taizihe District [الإنجليزية]‏
- Liaoyang County [الإنجليزية]‏
- دينغتا.

## أعلام
- وانغ لينغ